# My girl
My girl (яп. マイガール май га:ру) — сэйнэн-манга Мидзу Сахары, публиковавшаяся в журнале Weekly Comic Bunch с 2006 по 2010 год. В формате танкобонов издательством Синтёся выпущено 5 томов.

## Сюжет
Главный герой повествования — Масамунэ — в школе встречался с девушкой на несколько лет старше, студенткой университета Ёко Цукамото. Они расстались, потому что девушка решила перевестись в университет в другом городе. С тех пор прошло 5 лет, но забыть свою первую любовь он так и не смог.
В один день Масамунэ звонят на работу и сообщают, что Ёко Цукамото — та самая его девушка — умерла. На похоронах он узнает от матери Ёко, что от Ёко осталась пятилетняя дочь, и девушка всем сказала, что отец её дочери — он, хотя Масамунэ точно знает, что это не так.
Спустя некоторое время по дороге с работы Масамунэ знакомится с маленькой девочкой по имени Кохару, которая ищет одного человека, чтобы передать ему послание от своей мамы. В разговоре выясняется, что он и есть тот самый человек, а девочка — дочь Ёко. Они разделяют скорбь друг друга по Ёко, и оба не хотят её забыть. Вскоре девочка переезжает к Масамунэ.
Дальнейшая история повествует о том, как Масамунэ и Кохару привыкали друг к другу, жили вместе, делили на двоих горе и радость, примирили всех с тем фактом, что они — чужие в общем-то друг другу люди — живут вместе, и стали настоящей сплоченной семьей.

## Персонажи манги
- Масамунэ Кадзама

Главный герой. День рождения — 2 июля, в первой главе ему 23 года. Живет один. Работает в компании «Миямото бунгудо», торгующей офисным оборудованием и канцтоварами, в отделе планирования (составляет планы оптовых закупок). Характер серьёзный, спокойный.
- Кохару Кадзама

Дочь Ёко Цукамото. В первой главе ей пять лет. До встречи с Масамунэ жила с бабушкой, позже переехала в крошечную квартиру Масамунэ. Масамунэ называет по имени, никогда — папой. Серьёзная добрая девочка.
- Ёко Цукамото:

Девушка из прошлого Масамунэ, старше его на 4 года, с которой он встречался в старших классах школы. Мать Кохару. Когда-то Ёко рассталась с Масамунэ и перевелась в другой университет из-за того, что забеременела, ей хотелось оградить мальчика от грязи жизни. На момент начала повествования уже умерла.
- Мать Ёко
- Отец Ёко
- Отец Масамунэ Кадзамы

По профессии фотограф. Много курит. К сыну относится по-доброму.
- Мать Масамунэ Кадзамы

Немного суровая педантичная женщина. Изначально была против общения сына с Кохару.
- Сю

Друг Кохару, с которым та ходила в одну группу в новом детском саду.
- Родители Сю
- Арендодатель и его жена
- Канна Ёсида

Одноклассница Кохару в начальной школе.
- Анна Ёсида

Сестра Канны, учится в средней школе.
- Юса
- Кудо

Сотрудник Масамунэ, его сэмпай.
- Мацусита

Еще один сотрудник Масамунэ, тоже старший по возрасту.
- Катагири

Сотрудница Масамунэ, девушка примерно 20 лет.

## Даты выхода томов в Японии
1. том 1（2007.4.15）ISBN 978-4-10-771325-4
2. том 2（2008.3.15）ISBN 978-4-10-771382-7
3. том 3（2009.6.15）ISBN 978-4-10-771489-3
4. том 4（2009.10.23）ISBN 978-4-10-771524-1
5. том 5（2010.11.9）ISBN 978-4-10-771599-9

## Экранизация
В 2009 году по манге был снят 10-серийный телесериал с одноимённым названием. В главной роли снялся известный поп-идол, член музыкальной группы Arashi, Масаки Айба (яп. 相葉雅紀 Айба Масаки).

## Издания на других языках
Манга лицензирована во Франции компанией Kaze manga, первые два тома вышли в 2010 году.

В Корее манга лицензирована издательством Haksan Publishing Co., на 2010 год вышло четыре тома.

Также четыре тома «My girl» выпущены на китайском языке тайваньским издательством Tongli Publishing Co..